# Iolana magnaiolas
Iolana magnaiolas är en fjärilsart som beskrevs av Beuret 1964. Iolana magnaiolas ingår i släktet Iolana och familjen juvelvingar. Inga underarter finns listade i Catalogue of Life.